# André Almeida
André Gomes Magalhães de Almeida (Lissabon, 9 oktober 1990) is een Portugees voetballer die doorgaans als defensieve middenvelder speelt. Hij verruilde Belenenses in juli 2011 voor Benfica. Almeida debuteerde in 2013 in het Portugees voetbalelftal.

## Clubcarrière

### Belenenses
Almeida speelde in de jeugd voor Sporting Lissabon, FC Alverca en Belenenses. Op 11 januari 2009 maakte hij zijn profdebuut voor Belenenses tegen Rio Ave. Tijdens het seizoen 2010-2011 speelde hij mee in 18 wedstrijden en kwam hij tweemaal tot scoren. Echter eindigde Belenenses op een teleurstellende 13e plaats in de Segunda Liga.

### Benfica
In juli 2011 werd hij transfervrij vastgelegd door Benfica, dat hem een maand later meteen weer verhuurde aan União Leiria. Op 31 december 2011 werd hij teruggeroepen door Benfica. Almeida begon het seizoen 2012/13 bij Benfica B, maar werd na de verkoop van Axel Witsel en Javi García bij het eerste elftal gehaald. Hij werd zowel als centrale middenvelder als rechtsachter gebruikt door coach Jorge Jesus. Op 19 september 2012 maakte hij zijn Champions League-debuut, tegen Celtic. In de terugwedstrijd speelde hij de volledige wedstrijd. In beide wedstrijden werd hij als rechtsachter gebruikt

## Interlandcarrière
Almeida debuteerde op 11 oktober 2013 onder bondscoach Paulo Bento in het Portugees voetbalelftal, in een kwalificatiewedstrijd voor het WK 2014 tegen Israël (1–1). Hij speelde de hele wedstrijd, als rechtsback. Almeida maakte een jaar later ook deel uit van de Portugese selectie op het WK zelf. Hij kwam tijdens dat toernooi twee wedstrijden in actie.

## Erelijst
| Kampioen Primeira Liga        | 5x | 2013/14, 2014/15, 2015/16, 2016/17, 2018/19 |
| Beker van Portugal            | 2x | 2013/14, 2016/17                            |
| Taça da Liga                  | 4x | 2011/12, 2013/14, 2014/15, 2015/16          |
| Supertaça Cândido de Oliveira | 3x | 2014, 2016, 2017                            |

1 Trubin ·
3 Carreras ·
4 Silva ·
6 Bah ·
7 Amdouni ·
8 Aursnes ·
9 Cabral ·
10 Kökçü ·
11 Di María ·
14 Pavlidis ·
16 Neto ·
17 Aktürkoğlu ·
18 Barreiro ·
20 Mário ·
21 Schjelderup ·
23 Meïté ·
24 Soares ·
25 Prestianni ·
28 Kaboré ·
30 Otamendi ·
32 Benjamín Rollheiser ·
36 Leonardo ·
37 Beste ·
44 Araújo ·
47 Gouveia ·
61 Luís ·
81 Bajrami ·
84 Rêgo ·
85 Sanches ·
Coach: Lage
1 Eduardo Carvalho ·
2 Alves ·
3 Pepe ·
4 Veloso ·
5 Coentrão ·
6 William Carvalho ·
7 Ronaldo  ·
8 Moutinho ·
9 H. Almeida ·
10 Vieirinha ·
11 Éder ·
12 Patrício ·
13 Ricardo Costa ·
14 Neto ·
15 Rafa ·
16 Meireles ·
17 Nani ·
18 Varela ·
19 A. Almeida ·
20 Amorim ·
21 Pereira ·
22 Beto ·
23 Postiga ·
Coach: Bento